# Примара сексуальної привабливості
«Прима́ра сексуа́льної прива́бливості» — картина  іспанського художника Сальвадора Далі, написана у 1934 році. 

## Опис
Цю картину Далі демонстрував у 1934 році в галереї Жака Бонжана в Парижі, а пізніше в галереї Жюльєна Леві в Нью-Йорку. В каталоги обох виставок художник вводить такий фрагмент тексту:
|  | Миттєва кольорова фотографія, виконана вручну з підсвідомих, сюрреальних, екстравагантних, параноїчних, галюцинаторних, позахудожніх, феноменальних, найчисленніших, найтонкіших та інших образів... Конкретної Іраціональності... |

В нижній частині картини Далі зобразив себе дитиною у костюмчику матроса, що роздивляється величезне чудовисько, м'яке і жорстке водночас. Цей образ для художника символізував сексуальність. Фоном для цих фігур слугує гіперреалістичний пейзаж миса Креус.
У цій роботі Далі дає конкретне визначення почуттю, яке важко піддається розумінню: монстр сексуальності так само реальний, як скелі миса Креус — пейзаж, серед якого пройшло дитинство митця. Слід відзначити й символічну присутність милиць, у Далі це символ смерті та воскресіння.